# Амека (муниципалитет)
Амека (исп. Ameca) — муниципалитет в Мексике, в штате Халиско, с административным центром в одноимённом городе. Численность населения, по данным переписи 2020 года, составила 60 386 человек.

## Общие сведения
Название Ameca с языка науатль можно перевести как: качающаяся вода — так аборигены называли местную реку.
Площадь муниципалитета равна 839,1 км², что составляет 1,1 % от общей площади штата, а наиболее высоко расположенное поселение Меса-де-Рамос находится на высоте 1937 метров.
Амека граничит с другими муниципалитетами штата Халиско: на севере с Эцатланом и Ауалулько-де-Меркадо, на северо-востоке с Теучитланом, на востоке с Сан-Мартин-Идальго, на юге с Теколотланом, на западе с Мистланом и Гуачинанго, а на северо-западе граничит с другим штатом Мексики — Наяритом.

## Учреждение и состав
Муниципалитет был образован в 1824 году, по данным 2020 года в его состав входит 106 населённых пунктов, самые крупные из которых:
| Код INEGI                  | Населённый пункт                                                                                    | Численность населения (2005 год) | Численность населения (2010 год) | Численность населения (2020 год) |
| -------------------------- | --------------------------------------------------------------------------------------------------- | -------------------------------- | -------------------------------- | -------------------------------- |
| 006                        | Всего                                                                                               | 54161                            | 57340                            | 60386                            |
| 0001                       | Амека (исп. Ameca) 20°32′55″ с. ш. 104°02′35″ з. д. (административный центр)                        | 35047                            | 36156                            | 37871                            |
| 0011                       | Эль-Кабесон (исп. El Cabezón (El Limón)) 20°29′54″ с. ш. 103°57′10″ з. д.                           | 2461                             | 2683                             | 2749                             |
| 0047                       | Сан-Антонио-Матуте (исп. San Antonio Matute) 20°33′44″ с. ш. 103°57′16″ з. д.                       | 2020                             | 2225                             | 2368                             |
| 0041                       | Лос-Поситос (исп. Los Pocitos) 20°32′14″ с. ш. 103°56′16″ з. д.                                     | 946                              | 1019                             | 1135                             |
| 0048                       | Сан-Антонио-Пуэрта-де-ла-Вега (исп. San Antonio Puerta de la Vega) 20°35′27″ с. ш. 103°53′54″ з. д. | 862                              | 1077                             | 1120                             |
| 0027                       | Лабор-де-Солис (исп. Labor de Solís) 20°34′04″ с. ш. 103°59′13″ з. д.                               | 621                              | 879                              | 909                              |
| 0010                       | Буэнос-Айрес (исп. Buenos Aires) 20°34′54″ с. ш. 104°01′53″ з. д.                                   | 588                              | 602                              | 839                              |
| —                          | Прочие                                                                                              | 11616                            | 12699                            | 13395                            |
| Названия на карте Генштаба | |                                  |                                  |                                  |

## Экономическая деятельность
По статистическим данным 2000 года, работоспособное население занято по секторам экономики в следующих пропорциях:
- сельское хозяйство, животноводство и рыбная ловля — 24,9 %;
- промышленность и строительство — 24 %;
- торговля, сферы услуг и туризма — 49,2 %;
- безработные — 1,9 %.

## Инфраструктура
По статистическим данным 2020 года, инфраструктура развита следующим образом:
- электрификация: 99,7 %;
- водоснабжение: 87,2 %;
- водоотведение: 99,2 %.